# امروز رو بچسب
امروز رو بچسب یا یک روز در یک زمان (انگلیسی: One Day at a Time) یک مجموعه تلویزیونی کمدی آمریکایی است که برای اولین بار در ۶ ژانویه ۲۰۱۷ پخش شد.

## بازیگران
- جاستینا ماچادو در نقش لوپه
- تاد گرینل در نقش پات اشنایدر
- ایزابلا گومز در نقش النا ماریا آلوز ریا کالدرون
- مارسل رویز در نقش الکس
- استیون توبولوسکی در نقش دکتر برکویتز
- ریتا مورنو در نقش مادر لوپه

## توضیحات
1. ↑  "یک روز در یک زمان" ترجمه تحت‌اللفظی نام مجموعه است اما این اصطلاح معمولاً برای نشان دادن اهمیت زمان حال استفاده می‌شود و یکی از شعارهای انجمن الکلی‌های گمنام است که بیانگر عدم توجه به آینده و تمرکز روی امروز است.